# L'amore (è) sostenibile
L'amore (è) sostenibile è un album in studio del cantautore italiano Luca Bassanese, pubblicato nel 2014.

## Tracce
Testi e musiche di Luca Bassanese e Stefano Florio, ad eccezione di Ho visto un re di Dario Fo.
1. Noi e loro
2. La classe operaia (Non va più in paradiso)
3. Cervelli in fuga (Apertura corale)
4. La ballata dell'emigrante
5. L'uomo medio
6. I sognatori
7. Ho visto un re (feat. Antonio Cornacchione)
8. L'amore (è) sostenibile
9. La supremazia del bipede
10. Una sera ho incontrato un razzista
11. Allora puoi capire